# 卡亚
卡亚（法語：Catllar，法語發音：[kaja] ⓘ）是法国东比利牛斯省的一个市镇，属于普拉德区。

## 地理
卡亚（42°38'1"N, 2°25'20"E）面积8.02 平方千米，位于法国奧克西塔尼大區东比利牛斯省，该省份为法国大陆部分最南部的省份，涵盖了北加泰罗尼亚，北起奥德省，西接阿列日省和安道尔，南与西班牙接壤，东临地中海。
与卡亚接壤的市镇（或旧市镇、城区）包括：埃乌斯、普拉德、里亚-锡拉克、康波姆、莫利特莱班。

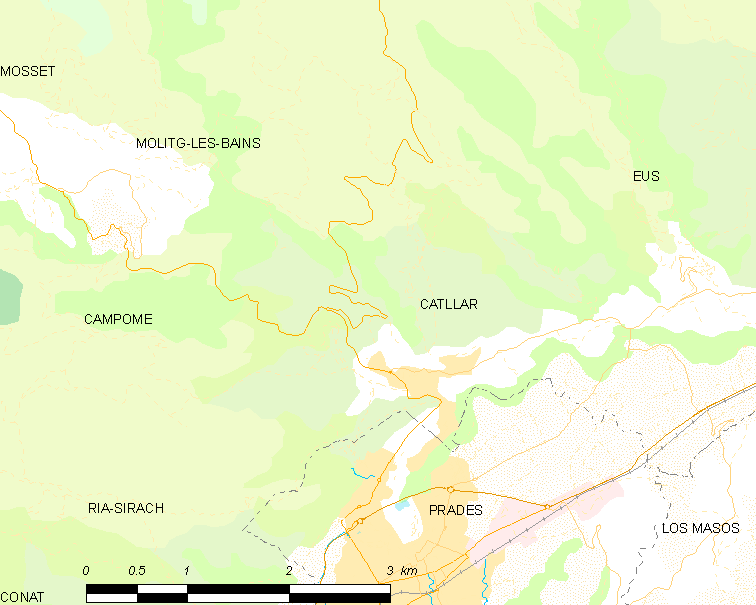
卡亚的OSM定位图

卡亚的时区为UTC+01:00、UTC+02:00（夏令时）。

## 行政
卡亚的邮政编码为66500，INSEE市镇编码为66045。

## 政治
卡亚所属的省级选区为加泰罗尼亚比利牛斯县。

## 人口

1962-2008年间卡亚人口变化图示

卡亚于2022年1月1日时的人口数量为724人。